# Марсилски атентат
Марсилският атентат е терористичен акт, извършен на 9 октомври 1934 година в Марсилия, Франция. Организиран е съвместно от хърватската организация Усташа - Хърватско революционно движение и българската Вътрешна македонска революционна организация (ВМРО).
При атентата е убит югославският крал Александър I Караджорджевич, пристигнал на официално посещение във Франция. Той е застрелян от дееца на ВМРО Владо Черноземски, който е убит от охраната. Френският външен министър Луи Барту е ранен и умира малко по-късно.

## Подготовка
Още през лятото на 1932 година Владо Черноземски, един от най-опитните терористи на ВМРО, е изпратен в Хърватия на разположение на Усташа – Хърватско революционно движение. Това е извършено в условията на голяма секретност, като дори семейството му не знае къде се намира той, а в същото време се разпространяват слухове, че той е убит от ВМРО. Черноземски се занимава с обучение на усташки терористи в лагерите Борготаро, на който става заместник-началник, а по-късно на и разположения в Унгария Янка Пуста. Според плановете на ВМРО и Усташа той трябва да бъде използван и в атентат срещу някой високопоставен югославски функционер.
След Деветнадесетомайския преврат в България през 1934 година, новото правителство взема решителни мерки за прекратяване на дейността на ВМРО в страната. През септември е приета Наредба-закон за защита безопасността на държавата, която създава ускорени процедури за залавяне и осъждане на ръководители на организацията, и няколко дни по-късно ръководителят на ВМРО Иван Михайлов е принуден да напусне нелегално България. В обстановката на почти пълно унищожаване на ВМРО на българска територия, нейното ръководство търси зрелищно действие, с което да демонстрира жизнеността на организацията.
През 1934 година френският външен министър Луи Барту провежда дипломатическа кампания, целяща формирането на антигермански блок, включващ Франция, Италия и Югославия, който да допълни вече действащите Малка Антанта и Балкански пакт. Югославският крал Александър I се отнася със симпатии към новото правителство на националсоциалистите в Германия и дори подкрепя амбициите им за териториално разширение на изток, но през лятото на 1934 година постепенно отстъпва пред френския натиск.
Така в края на август германското военно разузнаване започва да подготвя под ръководството на Херман Гьоринг своята Операция „Тевтонски меч“, която има за цел убийството на Луи Барту и крал Александър. С организацията на операцията е натоварена Усташа, като за прякото изпълнение на убийството трябва да бъдат използвани по-опитните кадри на ВМРО.

## Извършване
За извършването на нападението срещу крал Александър са определени Владо Черноземски, Мийо Крал, Звонимир Поспишил и Иван Раич. Четиримата заминават от Будапеща с фалшиви унгарски паспорти и на 22 септември пристигат в Лозана. Тук се срещат с Дидо Кватерник, една от най-високопоставените фигури в Усташа, и с Мария Вондрачек, от които получават нови фалшиви чехословашки паспорти, с които могат да влязат във Франция без виза.
На 29 септември четиримата терористи пристигат в Париж, а на 6 октомври се разделят на две двойки – Черноземски и Крал заминават за Марсилия, където на 9 октомври трябва да пристигне краля, а Поспишил и Раич отиват във Версай, където трябва да извършат втори атентат в случай на неуспех на първото нападение. Черноземски и Крал пристигат в Авиньон, където отново се срещат с Кватерник и Вондрачек, които ги отвеждат в Екс ан Прованс. Сутринта на 9 октомври двамата получават от Кватерник по два пистолета и една граната и заминават с автобус за Марсилия.
Черноземски и Крал пристигат в Марсилия около 14 часа и заемат позиция срещу Борсовата палата на централния булевард „Канебиер“, на стотина метра от пристанището, където голяма тълпа очаква пристигането на краля. Крал Александър пристига с крайцера „Дубровник“ и около 16 часа слиза на брега. Той е настанен в открит автомобил, заедно с френския външен министър Барту и генерал Алфонс Жорж, и придружаван от полицейска охрана и почетен кавалерийски конвой потегля към префектурата. В последния момент Мио Крал губи самообладание и се отказва от изпълнение на поставената му задача, но Черноземски осъществява нападението съгласно плана.
Той преминава през полицейския кордон държейки голям букет в който крие оръжието си, викайки „Да живее краля!“. След това бързо се качва на дясното външно стъпало на преминаващия автомобил и хвърляйки букета, вади пистолета си, като прострелва от упор крал Александър, който умира на място. Междувременно участник в охраняващия процесията конен конвой го посича по главата със сабята си и той пада от колата. В последвалата суматоха охраната действа напълно неорганизирано, открита е безразборна стрелба, при която са ранени тежко Луи Барту и Алфонс Жорж, както и агентът от охраната Гале. Ранени са и хора от публиката, а самият Черноземски е пребит и изпада в безсъзнание. Той е откаран в близък полицейски участък, където умира няколко часа по-късно. Тялото му е погребано на неизвестно място, за да не му бъде отдавана почит.
Балистичният доклад за куршумите, открити в автомобила, в който е извършен атентатът, е изготвен през 1935 г., но е засекретен до 1974 г. Публикуван е за първи път от белгийския историк Жак дьо Лоней, и разкрива, че министър Луи Барту е бил улучен от куршум 8 mm калибър, 1892 модел – калибър и модел, използван от френската полиция.

## Последици
Атентатът незабавно е свързан с ВМРО, тъй като на ръката на Черноземски е открита татуировка с текст „1924 г. – ВМРО – свобода или смърт!“, самият Черноземски не е идентифициран веднага. Въпреки това случаят не предизвиква очакваните от българската дипломация международни усложнения, включително евентуална окупация на страната. Последвалото разследване свързва нападението с Усташа и основният натиск е срещу Унгария, която не взема достатъчно решителни мерки срещу хърватската организация. В същото време няколко седмици по-рано крал Александър е бил на посещение в България, което протича без инциденти, а българското правителство практически ликвидира дейността на ВМРО в страната. След убийството, в България е обявен национален траур.